# Валторну
Валторну (порт. Valtorno; МФА: [vaɫ.ˈtoɾ.nu]) — парафія в Португалії, у муніципалітеті Віла-Флор. Розташована в північно-східній частині країни, на теренах історичної португальської провінції Трансмонтана. Входить до складу округу Браганса. За адміністративним поділом, чинним до 1976 року, терени парафії були складовою провінції Трансмонтана і Верхнє Дору. Належить до Брагансько-Мірандської діоцезії Католицької церкви. Патрон — Діва Марія. Площа — 13,8259 км². Населення — 260 ос. (2011). Слабо урбанізований регіон. Густота населення — 18,81 осіб/км²
. Код — 041016.

## Населення
| Кількість мешканців | Кількість мешканців | Кількість мешканців | Кількість мешканців | Кількість мешканців | Кількість мешканців | Кількість мешканців | Кількість мешканців | Кількість мешканців | Кількість мешканців | Кількість мешканців | Кількість мешканців | Кількість мешканців | Кількість мешканців | Кількість мешканців |
| ------------------- | ------------------- | ------------------- | ------------------- | ------------------- | ------------------- | ------------------- | ------------------- | ------------------- | ------------------- | ------------------- | ------------------- | ------------------- | ------------------- | ------------------- |
| 1864                | 1878                | 1890                | 1900                | 1911                | 1920                | 1930                | 1940                | 1950                | 1960                | 1970                | 1981                | 1991                | 2001                | 2011                |
| 541                 | 651                 | 648                 | 645                 | 676                 | 618                 | 655                 | 716                 | 689                 | 771                 | 637                 | 478                 | 418                 | 309                 | 260                 |